# Латунь под позолоту

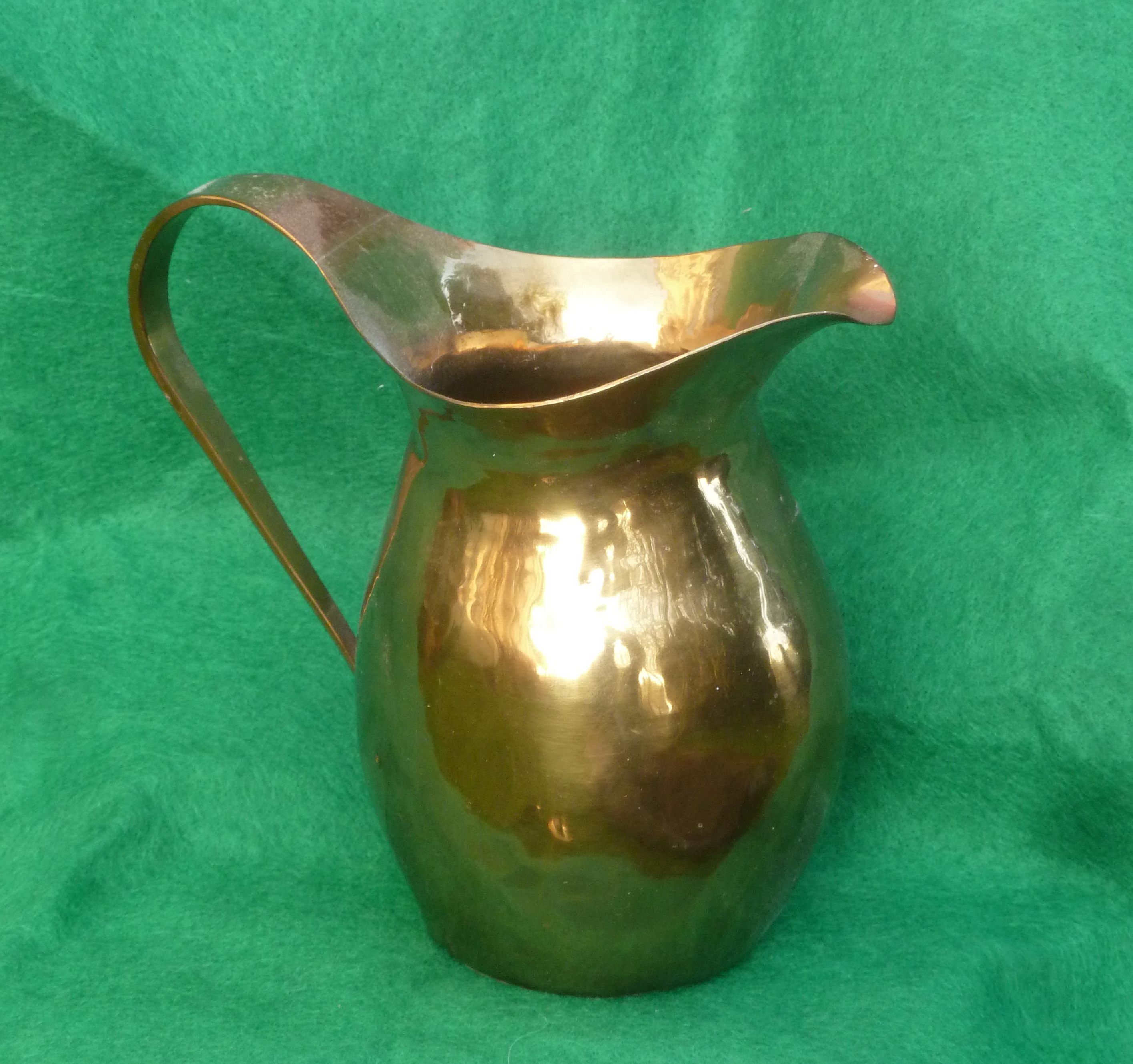
кувшин из латуни под позолоту. Сделано в классе металлоконструкций английской школы, 1970–1980-е гг.

Латунь под позолоту (англ: Gilding metal) — разновидность томпака (который в свою очередь является разновидностью латуни) с гораздо более высоким содержанием меди, чем цинка. Точные цифры варьируются от 95% меди и 5% цинка  до «8 частей меди на 1 часть цинка» (11% цинка) в правилах Британской Армии. 
Латунь под позолоту (ЛПП) используется для различных целей, в том числе для изготовления оболочек пуль, ведущих поясков на некоторых артиллерийских снарядах, а также для эмалированных значков и других украшений. Листы из латуни под позолоту широко используется для кустарной металлообработки при помощи молотка.  Также ЛПП используется в качестве недорогого учебного материала для ювелиров. Начиная с 1944 года, гильзы из ЛПП переплавлялись Монетным двором США для изготовления центов. Эти монеты заменили менее популярные стальные центы 1943 года, и выпускались до 1946 года.
ЛПП также использовалась для изготовления «бронзовой» олимпийской медали на летних Олимпийских играх 2020 года, проходивших в Токио, в 2021 году. 
ЛПП можно отжигать путём нагревания до 427–788 ° C. После этого её следует медленно охлаждать, чтобы уменьшить риск растрескивания.